# Пассерина
Пассерина (итал. Passerina) — технический (винный) сорт винограда, используемый в Италии для производства белых вин. 

## История
Сорт — автохтонный для Италии, происходит с итальянского побережья Адриатического моря. Название происходит от итальянского слова passero, что означает воробей, которые, как считается, любили клевать вкусные ягоды.

## География
По состоянию на 2000 год в Италии сортом было занято 767 Га виноградников.
Сорт культивируют в регионе Марке, в провинции Асколи-Пичено, где его смешивают с Пекорино и Треббиано Тоскано для вин Falerio dei Colli Ascolani DOC, и где делают моносортовые вина Offida DOC.
В регионе Абруцци, в провинции Терамо, его также разрешено применять в купажах, или делать моносортовые вина.

## Основные характеристики
Сильнорослый, высокоурожайный сорт позднего периода созревания.
Высокая урожайность сорта нашла своё отражение в некоторых синонимах сорта, таких, как «Pagadebito», с итал. — «платить долги», и «Uva d’Oro», с итал. — «Золотой виноград».
Вина получаются свежие, с фруктовыми ароматами яблок и груш, цитрусовых, лёгкими тонами специй, с высокой кислотностью и несколько терпким финишем.

## Синонимы
Cacciadebiti, Caccione, Camplese, Pagadebito, Scacciadebito, Trebbiano di Teramo, Uva d’Oro, Uva Fermana.